# یواس‌اس کنیسون (دی‌دی-۱۳۸)
یواس‌اس کنیسون (دی‌دی-۱۳۸) (به انگلیسی: USS Kennison (DD-138)) یک کشتی بود که طول آن ۹۵٫۸۳ متر (۳۱۴٫۴ فوت) بود. این کشتی در سال ۱۹۱۸ ساخته شد.